# Klages' miersluiper
Klages' miersluiper (Myrmotherula klagesi) is een zangvogel uit de familie Thamnophilidae (miervogels). Deze vogel is genoemd naar zijn ontdekker, de Amerikaanse verzamelaar Samuel S. Klages (1875-1957).

## Kenmerken
De vogel is 9 tot 10 cm lang en weegt 7,5 tot 8,5 g.  Het mannetje is van boven zwart met wit gestreept met een onduidelijke baardstreep en wit op de keel en verder licht vanonder. Bij het vrouwtje zijn de borst en buik lichtbruin van kleur. De vogel lijkt sterk op de guyanamiersluiper (Myrmotherula surinamensis).

## Verspreiding, leefgebied en status
Deze soort is endemisch in amazonisch centraal Brazilië. Er is weinig over deze vogel bekend. Plaatselijk is deze miersluiper nog algemeen, maar door habitatverlies, vooral ontbossing nemen populatie-aantallen af.  Om deze redenen staat Klages' miersluiper als kwetsbaar op de Rode Lijst van de IUCN.